# Tu viện Kołbacz

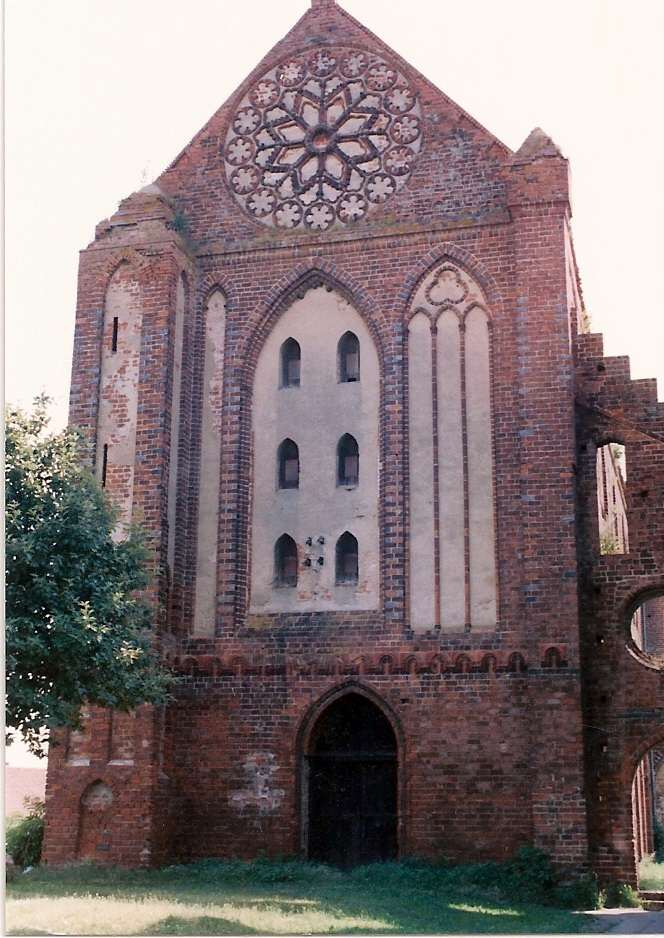
Nhà thờ ở Kołbacz

Tu viện Kołbacz là một tu viện của người Xitô nằm ở Kołbacz, Ba Lan. Nó có một số các chi nhánh, với các trung tâm chính khác nằm ở Oliwa, Bierzwnik và Mironice. Nó tự nó là một chi nhánh của Tu viện Clairvaux, Ville-sous-la-Ferté, mặc dù các nhà sư tài trợ ban đầu đến từ Tu viện Esrum Đan Mạch ở Zealand.
Tu viện được thành lập vào năm 1173 với tên gốc Latin là "Mera Vallis", nhưng cuối cùng được đặt theo tên trong tiếng Slavic cũ, Kołbacz đã trở nên gắn bó với nơi này. Các nhà sư được mời vào Pomerania bởi Warcisław II więtoborzyc, một người cai quản thành trì của Szczecin, như một phần của thỏa thuận với Valdemar I của Đan Mạch, người đã bao vây Szczecin và biến Warcisław thành chư hầu. Nền tảng đã được Công tước Bogusław I khẳng định vào năm 1173. Vị trụ trì đầu tiên là Reinhold và tu viện bắt đầu hoạt động vào năm 1174.
Sự giàu có của Tu viện dựa trên ngân hàng, nhiều như quyền sở hữu đất đai.
Hiện tại nó là địa điểm của một khu phức hợp nông nghiệp gần Szczecin, nơi chứa một phần của Viện Thực nghiệm Động vật học của Viện Kỹ thuật Kraków.